# 褐秋沙鸭
，是雁形目鸭科的一种鸟类。

## 特征
褐秋沙鸭体重约983克，翼长约196.2毫米，嘴峰长约56.1毫米，喙宽度约7.9毫米，喙厚度约10.4毫米，跗蹠长约38.6毫米，尾长约81毫米。褐秋沙鸭在其分布区内为留鸟，其栖息在开放的河流环境中，食性为肉食性，主要食物来源是水生动物。

## 分布
南美洲中南部（巴拉圭河-巴拉那河流域系统）。